# NGC 5403
NGC 5403 је спирална галаксија у сазвежђу Ловачки пси која се налази на NGC листи објеката дубоког неба.
Деклинација објекта је + 38° 10' 55" а ректасцензија 13h 59m 50,9s. Привидна величина (магнитуда) објекта NGC 5403 износи 13,7 а фотографска магнитуда 14,5. NGC 5403 је још познат и под ознакама UGC 8919, MCG 6-31-41, CGCG 191-29, IRAS 13577+3825, VV 310, ""mini Sombrero"", PGC 49820.